# 大雅deラジオドラマ
大雅deラジオドラマ（たいがでラジオドラマはKBCラジオで2017年4月9日から10月1日まで放送されていたラジオドラマ番組。

## 概要
この番組は、稀代の妄想アナウンサー・長岡大雅が、1曲のヒット曲を元に妄想を膨らませて作ったシナリオを元にラジオドラマを制作する番組となっており、放送された作品は、リスナーのアイデアによりリメイクされて完全版やパラレルとして放送されることもある。
なお、ドラマ内の登場人物の声は全て長岡が担当しており、サブキャラクターの男性役は長岡の声真似が、ヒロインなどの女性の声はボイスチェンジャーで加工されたものがそれぞれ当てられている。
2017年10月1日をもって終了した。

## 放送時間
- 日曜 18:30-19:00
  - 野球中継で休止になる場合もある。

## パーソナリティ
- 長岡大雅
- きょんちゃん
  - 当番組のご意見番。長岡の独りよがりに成りがちな妄想シナリオに対してツッコミを入れる。

## 放送日程
| 話数   | 放送日       | タイトル                                  | ヒロイン   | 備考                                         |
| ------ | ------------ | ----------------------------------------- | ---------- | -------------------------------------------- |
| 第1話  | 2017年4月9日 | ケツメノサクラ                            | 松下奈緒   |                                              |
| 第2話  | 4月16日      | トゥクトゥンは突然に                      | 有村架純   |                                              |
| 第3話  | 4月23日      | 誰にも分ってもらえないSecret of my heart  | 竹内結子   |                                              |
| 第4話  | 4月30日      | ヤバティカセブン                          | 大島優子   | 冒頭5分のみ                                  |
| 第5話  | 5月7日       | 僕の中のウルトラソウル                    | 菜々緒     |                                              |
| 第6話  | 5月14日      | キスの南蛮シャングリラ                    | 小島瑠璃子 |                                              |
| 第7話  | 5月21日      | ヤバティカセブン パラレル１               | 大島優子   | 第4話のリメイク                              |
| 第8話  | 5月28日      | エッチ・スケッチ・ワン・タッチ            | 綾瀬はるか | 冒頭6分のみ                                  |
| 第9話  | 6月4日       | 突然DANに心魅かれてく…                    | 壇蜜       |                                              |
| 第10話 | 6月11日      | 指先チェリー                              | 米倉涼子   |                                              |
| 第11話 | 6月18日      | イケナイ太陽は誰？                        | 井川遥     |                                              |
| 第12話 | 6月25日      | エッチ・スケッチ・ワン・タッチ/パラレル１ | 綾瀬はるか | 第8話のリメイク                              |
| 第13話 | 7月2日       | やまとななでしこEverything                | 上戸彩     | 冒頭7分のみ                                  |
| 第14話 | 7月9日       | フレンズでいられれば…                     | 武井咲     |                                              |
| 第15話 | 7月16日      | 「ごめんね」のその奥は                    | 沢尻エリカ |                                              |
| 第16話 | 7月23日      | 揺れる想いは誰のせい？                    | 堀北真希   |                                              |
| 第17話 | 7月30日      | 渡る世間はLOVE AFFAIR                     | 島崎遥香   |                                              |
| 第18話 | 8月13日      | やまとななでしこEverything パラレル1      | 上戸彩     | 第13話のリメイク                             |
| 第19話 | 8月27日      | フラれ気分で美容室                        | 二階堂ふみ |                                              |
| 第20話 | 9月3日       | ろくでなしシークレットベース              | 栗山千明   |                                              |
| 第21話 | 9月10日      | 終わらないでエンドレスサマーヌード        | 水原希子   |                                              |
| 第22話 | 9月17日      | 高嶺の花の吉岡さん                        | 吉岡里帆   |                                              |
| 第23話 | 9月24日      | フラれ気分で美容室 パラレル1              | 二階堂ふみ | 第19話のリメイク EDで翌週での番組終了を発表  |
| 最終話 | 10月1日      | 突然DANに心魅かれてく…                    | 壇蜜       | 第9話のリメイク 壇蜜の声をきょんちゃんが担当 |